# Sagy, Saône-et-Loire
Sagy este o comună în departamentul Saône-et-Loire, Franța. În 2009 avea o populație de 1.212 de locuitori.

## Evoluția populației
| An        | 1975  | 1982  | 1990  | 1999  | 2006  | 2009  |
| --------- | ----- | ----- | ----- | ----- | ----- | ----- |
| Populație | 1.172 | 1.156 | 1.155 | 1.109 | 1.198 | 1.212 |